# Hoonah
Hoonah est une localité d'Alaska aux États-Unis dans la région de recensement de Skagway-Hoonah-Angoon dont la population est de 753 habitants en 2011.

## Géographie

### Situation
C'est une communauté Tlingits qui est située sur la rive nord-est de l'Île Chichagof, à 64 km de Juneau.

### Démographie
| 1880 | 1890 | 1900 | 1910 | 1920 | 1930 | 1940 | 1950 |
| ---- | ---- | ---- | ---- | ---- | ---- | ---- | ---- |
| 800  | 438  | 447  | 462  | 402  | 514  | 716  | 563  |

| 1960 | 1970 | 1980 | 1990 | 2000 | 2010 | - | - |
| ---- | ---- | ---- | ---- | ---- | ---- | - | - |
| 686  | 748  | 680  | 795  | 860  | 760  | - | - |

### Climat
Hoonah bénéficie d'un climat maritime avec des étés frais et des hivers doux. Toutefois, les brouillards persistants au printemps et en automne imposent la fermeture de l'aéroport de vingt à trente jours par an.
Les températures vont de −3 °C à 4 °C en janvier et de 11 °C à 17 °C en juillet.
| Mois                                  | jan.     | fév.     | mars     | avril    | mai     | juin    | jui.    | août    | sep.    | oct.    | nov.     | déc.     | année    |
| ------------------------------------- | -------- | -------- | -------- | -------- | ------- | ------- | ------- | ------- | ------- | ------- | -------- | -------- | -------- |
| Température minimale moyenne (°C)     | −2,9     | −2,9     | −2       | 0,8      | 4,3     | 8,3     | 10,6    | 10,3    | 7,2     | 3,2     | −0,6     | −2,1     | 4,1      |
| Température moyenne (°C)              | −0,8     | −0,2     | 1,2      | 5        | 9,2     | 12,6    | 14,3    | 14,1    | 10,7    | 6,1     | 1,7      | −0,1     | 6,2      |
| Température maximale moyenne (°C)     | 1,3      | 2,6      | 4,4      | 9,2      | 14,2    | 16,8    | 18,1    | 18      | 14,3    | 8,9     | 3,9      | 2        | 9,5      |
| Record de froid (°C) date du record   | −16 1980 | −18 1979 | −14 2017 | −11 1996 | −3 1996 | −1 1973 | 0 1941  | −1 1941 | −6 1972 | −6 1972 | −17 1985 | −17 1995 | −18 1979 |
| Record de chaleur (°C) date du record | 16 2018  | 10 2017  | 15 2019  | 22 1983  | 26 2010 | 30 2019 | 30 2019 | 30 2005 | 24 2019 | 17 2018 | 13 2016  | 13 2017  | 30 2019  |
| Précipitations (mm)                   | 171,5    | 127,5    | 112,5    | 79,5     | 63,8    | 67,8    | 83,8    | 123,4   | 184,4   | 233,4   | 223,8    | 199,6    | 1 671    |
| dont neige (cm)                       | 64,5     | 30,7     | 51,6     | 6,4      | 0       | 0       | 0       | 0       | 0       | 1,8     | 31,8     | 47,5     | 234,3    |
| Nombre de jours avec précipitations   | 19,3     | 15,3     | 15,7     | 17,2     | 14,9    | 16,7    | 18,1    | 19,7    | 21,4    | 23,7    | 20,4     | 21,5     | 223,9    |
| Nombre de jours avec neige            | 8,7      | 5,5      | 6,4      | 0,9      | 0       | 0       | 0       | 0       | 0       | 0,3     | 4,9      | 8,4      | 35,1     |

## Histoire
Hoonah est le village principal du peuple Huna, une tribu Tlingit qui occupait les lieux depuis la préhistoire. Une légende locale raconte que le premier lieu d'habitation avait été détruit durant la période glaciaire par l'avancée d'un glacier.
La Compagnie du Nord-Ouest y a ouvert le premier comptoir en 1880. L'école de la mission presbyterienne a ouvert en 1881, et en 1887 de 450 à 500 personnes y vivaient tout l'hiver. La poste a été établie en 1901.
En 1912, la Hoonah Packing Company ouvre une importante conserverie à 2 km du village, et la Thompson Fish Company exploite toujours les installations de congélation du poisson.
En 1944, un grave incendie détruit une grande partie de la ville ainsi que de nombreux éléments de la culture Tlingit. Le gouvernement fédéral a aidé à la reconstruction.

## Activités

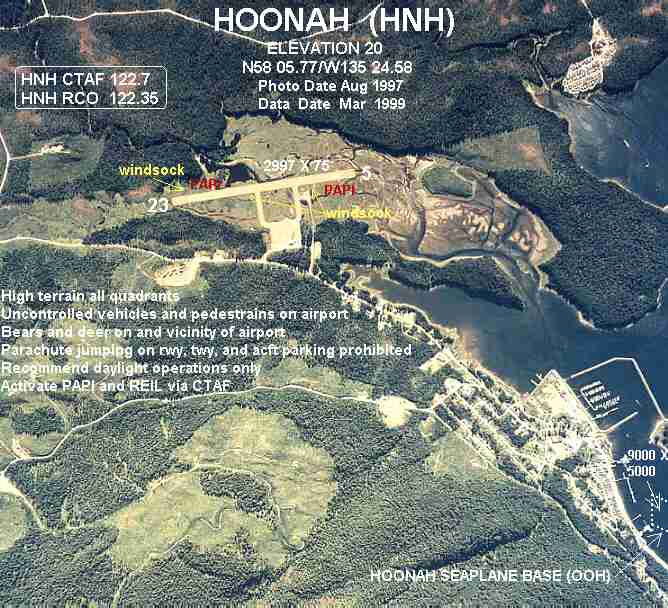
L'aéroport d'Hoonah.

Les habitants de Hoonah travaillent dans les entreprises de traitement du poisson, ainsi que dans les instances administratives. Ils pratiquent aussi une économie de subsistance à base de chasse, de pêche et de cueillette.
La localité n'est accessible que par air ou par mer.